# Siringan Ringan
Siringan Ringan is een bestuurslaag in het regentschap Simalungun van de provincie Noord-Sumatra, Indonesië. Siringan Ringan telt 1520 inwoners (volkstelling 2010).